# Молёбская аномальная зона
Молёбская аномальная зона (известна также под названиями М-ский треугольник, Молёбкинский треугольник, Пермский треугольник, М-зона) — в основном псевдонаучный термин, развитый жёлтой прессой в 1989—1990 годах, территория в России на границе Свердловской области и Пермского края, на левом берегу реки Сылва, между селом Молёбка и деревней Каменка (в 37 км от железнодорожной станции Шумково), в которой, по утверждениям российских уфологов, происходят паранормальные явления. Площадь оценивается примерно в 70 км², общая площадь района наблюдения НЛО и аномальных явлений превышает 1000 км². Стала известна широкой публике после цикла публикаций «М-ский треугольник или Чужие здесь не ходят» журналиста Павла Мухортова в рижской газете «Советская молодёжь» (1989).

## История открытия
В 1989 году в рижской газете «Советская молодёжь» был опубликован сенсационный цикл статей рижского журналиста Павла Мухортова о внеземных контактах, а «Комсомольская правда» 12 октября 1989 года поместила свидетельство участника «космического контакта» Ю. Беликова под названием «Сталкеры», которое тоже вызвало огромный интерес у читателей. Так Пермская аномальная зона стала широко известна уфологам и туристам.
Пик её посещений туристами, в том числе и зарубежными, пришёлся на 1989—1992 годы. В 2008 году в Пермском крае побывало 450 тысяч туристов, половина из которых отправилась в аномальную зону, в 2011 году — около 100 тысяч человек. Регулярно проводились конференции и фестивали, посвящённые этой зоне.

## Наблюдаемые явления
По утверждениям уфологов, в зоне наблюдаются следующие явления:
- разного рода неопознанные летающие объекты (НЛО),
- светящиеся шары и подобные им тела, выстраивающиеся в правильные геометрические фигуры,
- отражённый свет от разного рода фигур (в том числе человекоподобных) и объектов при использовании фотовспышки в ночное время,
- изменение хода времени,
- изменение заряда батареек и аккумуляторов фотоаппаратов и других электронных устройств,
- звуковые миражи,
- телепатические и визуальные контакты с «представителями внеземных цивилизаций»,
- изменение направления течения реки Сылвы,
- левитация различных предметов.

По словам уфолога Николая Субботина, вокруг Молёбской зоны сложился огромный пласт самобытной мифологии, в которой присутствует невероятное количество различных трактовок этих явлений.

## Места с наибольшей аномальной активностью
По утверждениям уфологов, указанные явления происходят в следующих местах, расположенных на территории Молёбской аномальной зоны и обычно входящих в маршрут посещения её туристами:

### Центральная поляна (ЦП)
Расположена в центре территории Зоны, в 5—6 км к югу от села Молёбка, является основным местом для стоянок и палаточных лагерей (иногда ошибочно называется «Космодром»). На опушке восточной части поляны — так называемые «тёплые берёзки». К югу от центра поляны в овраге находится небольшой колодец с питьевой водой. Большое открытое пространство поляны позволяет проводить ночные наблюдения с обзором в 360º. Ранее, по словам местных жителей, на месте «Центральной поляны» располагалось несколько деревянных домов, на месте фундаментов которых ныне остались заросли шиповника. Примерно в ста метрах в овраге находится родник.

### Мухортовский завал
Место находится на берегу Сылвы, недалеко от традиционных стоянок и палаточных лагерей экспедиций. Назван по имени журналиста Павла Мухортова, который в статье «М-ский треугольник, или Чужие здесь не ходят», описал контакт с фосфоресцирующими силуэтами в этом месте. Сфотографировать феномены не удалось, пленка оказалась засвеченной. Но в своей книге Павел Мухортов попытался отразить увиденное в красочных рисунках.

### Выселки
Место названо по одноимённому бывшему хутору и представляет собой поляну, расположенную примерно в 1 км к западу от Центральной поляны. Туристы пересекают лог по просеке демидовских времён либо спускаются по дороге к реке Сылва, а затем следуют по её берегу на запад.
«Выселки» отличаются необычно высокой травой в том месте, где раньше стоял дом и находился скотный двор. В настоящее время от них осталась только глубокая яма-подвал с несколькими полусгнившими брёвнами. Почти в центре поляны стоит необычно изогнутое дерево.

### Ведьмины кольца
Расположены на берегу реки Сылва, примерно в 1,5 км к югу от Центральной поляны, рядом со скалой высотой около 60 метров. При фотографировании с этого места в определённом направлении на снимках часто получаются светящиеся шары с чёрными пятнами в центре — так называемые «Ведьмины Кольца».

### Скопино
Бывшее старообрядческое поселение, в настоящее время полностью исчезнувшее. Расположено примерно в 3 км к югу от Центральной поляны, на левом берегу Сылвы, по пути следования к другой аномалии — Змеиной горке. Ныне на местах стоявших здесь домов находятся заросли травы в форме прямоугольников.
К востоку от Скопино, за пересохшим болотом, находится «туннель», сплетённый ветвями деревьев и густой листвой, протянувшийся примерно на 200 метров.

### Змеиная горка
Место, с которого открывается вид на реку Сылва и окрестности, расположено в 300—400 м от Скопино. На вершину горки ведёт узкая тропа по кромке обрыва. Вершина представляет собой небольшую ровную площадку, заросшую лесом. Рядом расположена аномалия «Калитка», о которой писал Максим Шишкин в журнале «Уральский следопыт» в 1996 году.

### Космодром
В 1990-е годы Космодромом уфологи считали разные места зоны; ныне указывают на расположенное к востоку от старого русла Сылвы и Змеиной горки, ниже по течению реки, небольшое ущелье, заросшее лесом и немного заболоченное, определяя его как «необычное и мрачноватое место, до сих пор детально не изученное из-за своей труднодоступности и отсутствия информации о его точном расположении». Подробными исследованиями этого места занимались в 2000-е годы в основном Валерий Якимов, Вячеслав Харламов и Александр Феденев. Предположительно, в этом месте мог располагаться военный объект.

### Белая гора
Бывший посёлок, расположенный примерно в 3,5 км на юго-восток от Скопино, вниз по течению Сылвы. В довоенные годы тут был построен лагерь для политзаключённых.
Разные исследователи зоны указывают также на другие аномальные места — «Поляну Юриса», «Поляну кругов», «Поляну ужасов», «Астральную поляну», «Линзу», «Перелом» и другие места.

## Рациональные объяснения
Студенты и сотрудники ПГУ, проводившие исследования зоны летом 1992 года, утверждают, что описываемые уфологами явления отчасти являются вымыслом, отчасти имеют под собой рациональные объяснения:
- вариаций магнитного поля зафиксировано не было;
- пробы грунта не показали наличия микроорганизмов, не характерных для данной местности;
- слегка повышенный радиационный фон обусловлен наличием в грунте фракций тяжёлых углеводородов (что, вероятно, связано с нефтедобычей в соседних районах);
- «пирамидки» (представляющие собой, по утверждениям уфологов, «артефакты неизвестных цивилизаций») являются кучами шлака, оставшимися от существовавшего некогда на территории зоны медеплавильного производства;
- геологи из горного института Перми в конце 1980-х годов ради эксперимента закопали в разных местах[14] «Молёбки» несколько килограммов магнитов.

## Развитие туризма
В начале 2008 года власти Пермского края намеревались открыть в Молёбке центр уфологического туризма. Позже сообщалось, что реализацией проекта занимается Русская уфологическая исследовательская станция RUFORS, а участие в проекте властей ограничивается только административными действиями.
Из-за финансовых затруднений проект пришлось отложить.
В сентябре 2010 года по инициативе министерства развития предпринимательства и торговли Пермского края в рамках проекта по развитию туризма на 99-м километре автотрассы Пермь — Екатеринбург был установлен дорожный указатель в аномальную зону «Молёбка» с изображением НЛО.
В 2011 году власти Пермского края планировали разместить на площади более четырёх гектаров обсерваторию с куполом в виде летающей тарелки и музей НЛО, а администрация Кишертского района приняла решение об установке на въезде в Молёбку памятника инопланетянам («памятник русскому инопланетянину») работы Виктора Сазанова (ранее на берегу реки Сылвы были установлены два деревянных идола того же автора).
22 апреля 2012 года в селе Усть-Кишерть был открыт арт-объект Павла Платонова «Космолёт», символизирующий Молёбскую аномальную зону. Инициаторами идеи выступили музей PERMM при поддержке Администрации Кишерского района Пермского края.